# 卡厄茲曼

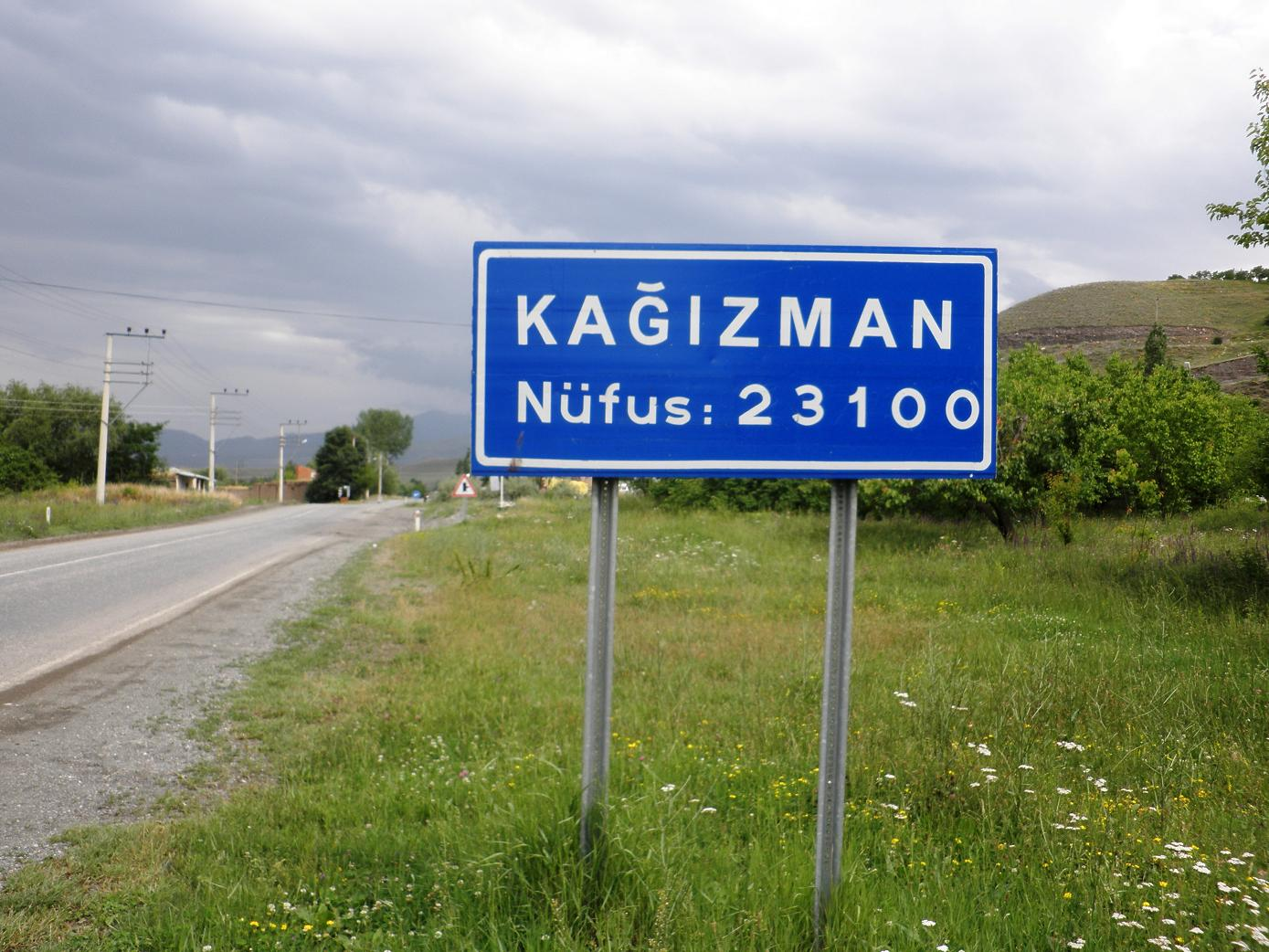

卡厄茲曼是土耳其的城鎮，由卡爾斯省負責管轄，位於該國東北部，距離首府卡爾斯76公里，面積1,797平方公里，主要經濟活動有畜牧業和園藝業，2011年人口17,597。